# Bahía de la Mesa
La bahía de la Mesa (en afrikáans: Tafelbaai; en inglés: Table Bay) es una ensenada natural del océano Atlántico que se encuentra en el extremo norte de la península del Cabo, y se extiende hacia el sur hasta el cabo de Buena Esperanza. Se llama así porque está dominada por la parte superior plana de la montaña de la Mesa.

## Historia
El navegante portugués Bartolomeu Dias fue el primer europeo en explorar esta región en 1488. La bahía, aunque famosa durante siglos por ser considerada un refugio para los buques, es en la realidad un puerto natural más bien pobre y está muy expuesta a los vientos, tanto los de sureste como los de noroeste. Muchos barcos de vela en busca de refugio en la bahía durante los siglos XVII y XVIII fueron lanzados a tierra por las tormentas. En esta bahía fue enterrado Francisco de Almeida.
A pesar de ello, los colonos holandeses persistieron con su colonia en las costas de la bahía, porque los puertos naturales a lo largo de esta costa son escasos y la bahía era la única alternativa realista —junto con la bahía de Simon y la bahía de Saldanha— aunque casi no tenía agua dulce. Finalmente se construyó un puerto en la bahía de la Mesa por un proceso de recuperación de tierras al mar y defendido por espigones para proteger el transporte marítimo. La parte más antigua de esta estructura se llama en la actualidad Victoria & Alfred Waterfront. La parte más nueva se denomina el muelle Duncan. La bahía actuó como puerto natural de la estación del Cabo de Buena Esperanza (Cape of Good Hope Station en inglés), base de la Royal Navy desde 1795 a 1939.
La isla Robben, donde Nelson Mandela estuvo preso durante décadas, se encuentra en esta bahía.

## Clima
La temperatura máxima histórica de Bahía de la Mesa de 42,4 °C fue registrada el 3 de marzo de 2015.

## Galería de imágenes

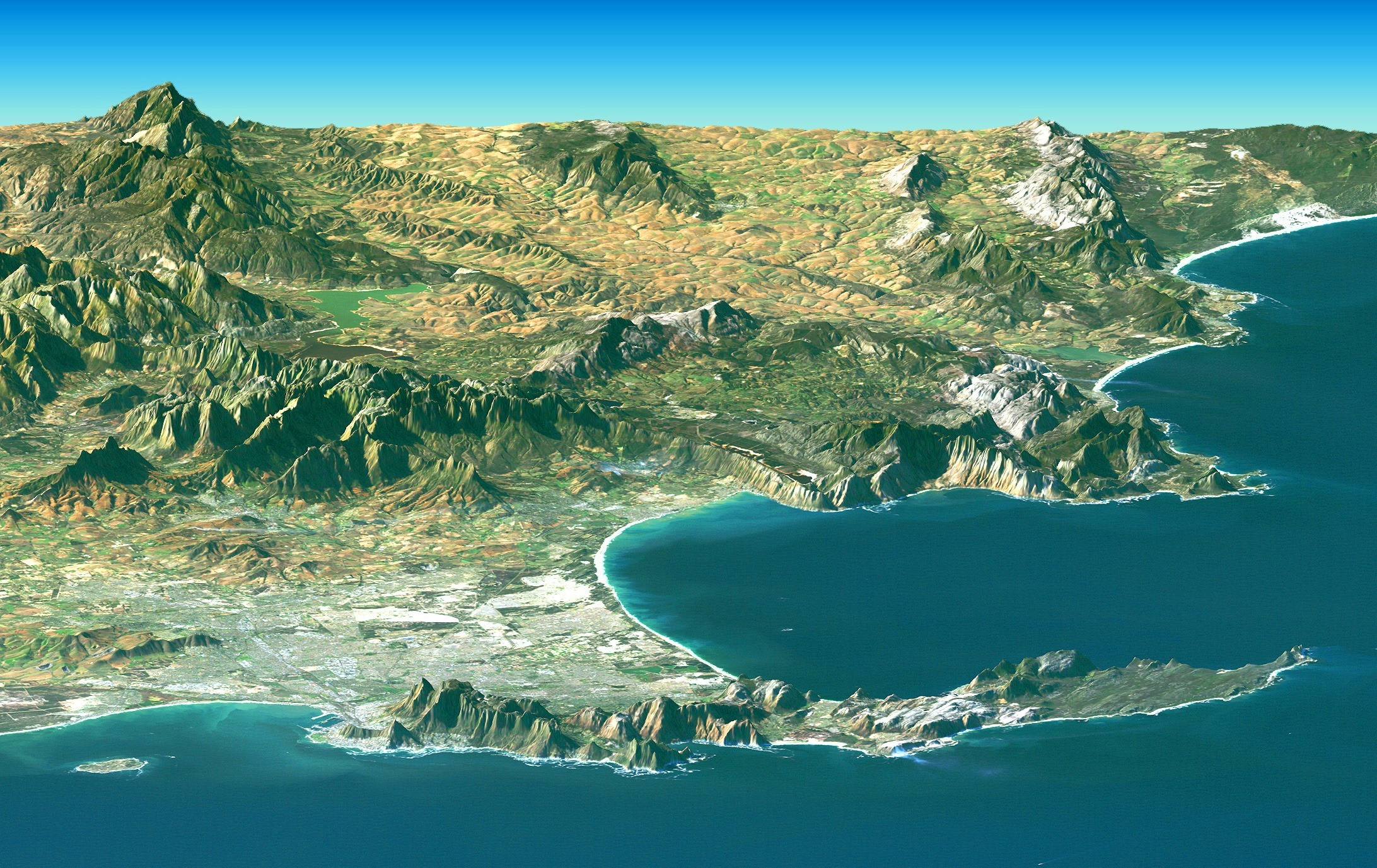
Ciudad del Cabo desde el espacio, mirando hacia el este sobre la península del Cabo y False Bay (detrás) con la isla Robben (frente izqda.), montaña de la Mesa (frente centro) y Cape Point (frente dcha.).
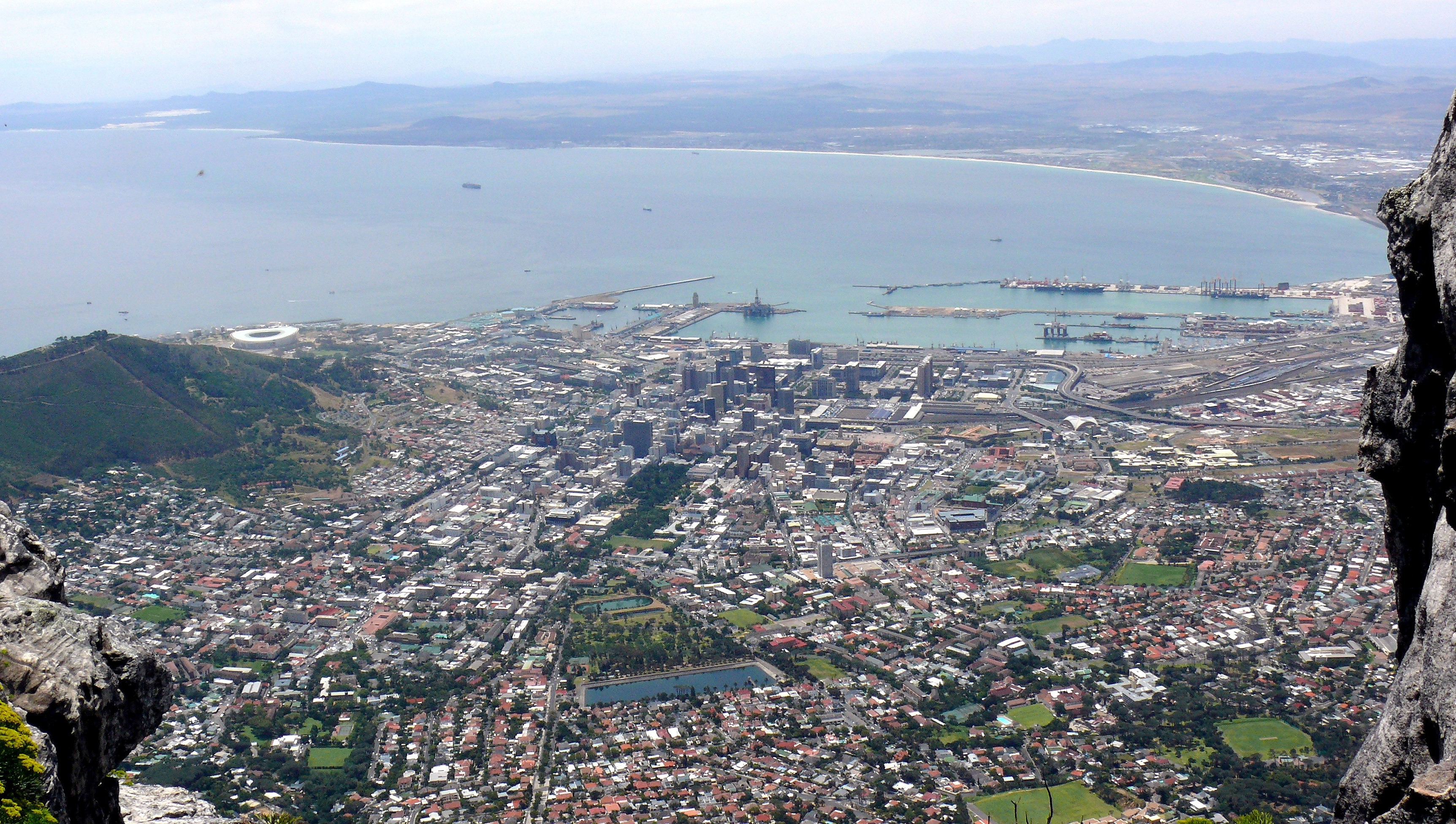
La bahía y la ciudad del Cabo desde la montaña de la Mesa (foto: Hilton Teper).
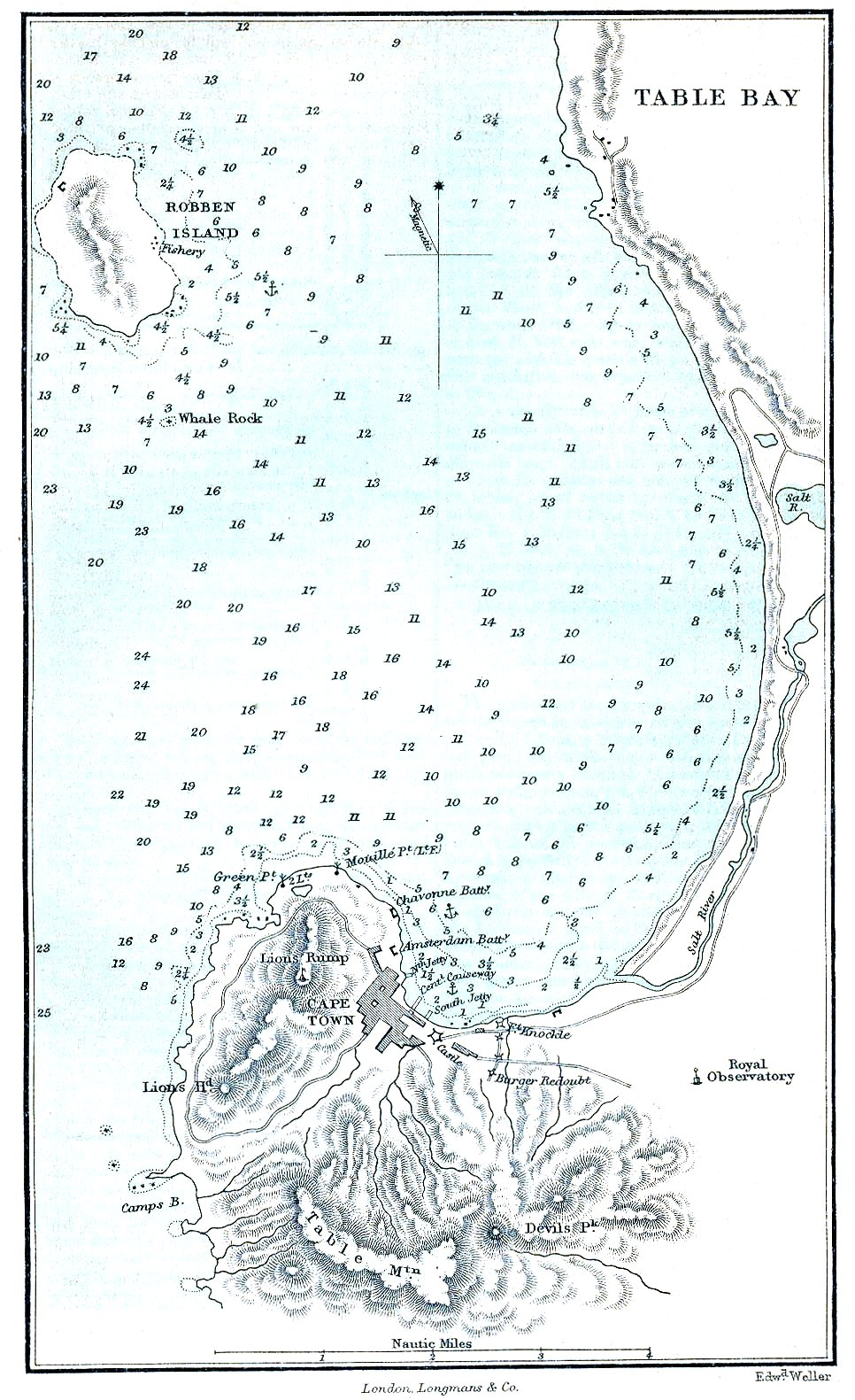
Mapa histórico de la bahía (1882)
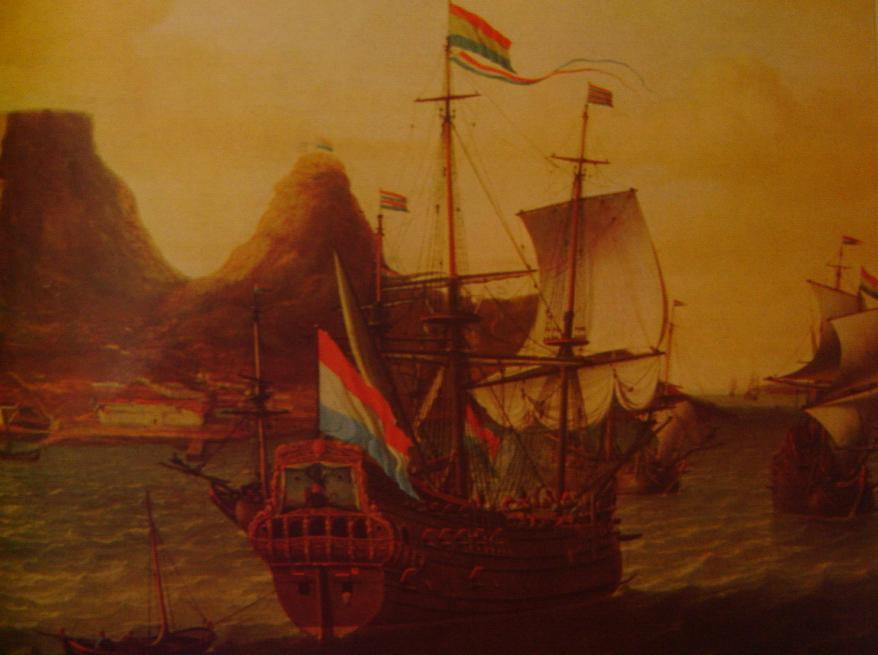
Barcos neerlandeses aguas afuera de la bahía en el siglo XVII.
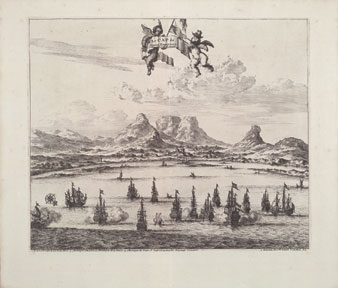
Mirando sobre los barcos de vela en la bahía de la Mesa en 1727 con la montaña de la Mesa al fondo.